# Hurricanes de Paris
Les Hurricanes de Paris était un club français de football américain basé à Paris. Fondé en 1983 le club disparaît en 1988.

## Palmarès
- Casque d'argent
  - Vice-champion : 1983, 1985

## Saison par saison
| Saison | Division | Résultat  | Vic. | Nuls | Déf. | Pts pour | Pts Contre |
| ------ | -------- | --------- | ---- | ---- | ---- | -------- | ---------- |
| 1983   | D2       | Finaliste | 0    | 0    | 0    | 0        | 0          |
| 1984   | D1       | Poules    | 0    | 0    | 0    | 0        | 0          |
| 1985   | D2       | Finaliste | 0    | 0    | 0    | 0        | 0          |
| 1986   | D1       | Poules    | 0    | 0    | 0    | 0        | 0          |
| 1987   | D1       | Poules    | 0    | 0    | 0    | 0        | 0          |
| 1988   | D1       | Poules    | 0    | 0    | 0    | 0        | 0          |

## Bilan
| Compétition          | Type      | Participations | M.J. | Vic. | Nuls | Déf. | Pts pour | Pts Contre |
| -------------------- | --------- | -------------- | ---- | ---- | ---- | ---- | -------- | ---------- |
| D1 - Casque d'or     | Saison    | 4              | 0    | 0    | 0    | 0    | 0        | 0          |
| D1 - Casque d'or     | Play-offs | 0              | 0    | 0    | 0    | 0    | 0        | 0          |
| D1 - Casque d'or     | Total     | 4              | 0    | 0    | 0    | 0    | 0        | 0          |
| D2 - Casque d’argent | Saison    | 2              | 0    | 0    | 0    | 0    | 0        | 0          |
| D2 - Casque d’argent | Play-off  | 2              | 3    | 1    | 0    | 2    | 6(1)     | 25(1)      |
| D2 - Casque d’argent | Total     | 2              | 0    | 0    | 0    | 0    | 0        | 0          |
| TOTAL                | TOTAL     | 6              | 3    | 1    | 0    | 2    | 6        | 25         |

(1) Ne prend par en compte le score de la demi-finale 1985.

## Sources
- (fr)
- (fr) Elitefoot